# Vitaly Dunaytsev
Vitaly Dunaytsev est un boxeur russe né le 12 avril 1992 à Kostanaï au Kazakhstan.

## Carrière
Champion du monde à Doha en 2015 dans la catégorie des poids super-légers, sa carrière amateur est également marquée par un titre européen à Samokov la même année.

### Championnats du monde de boxe amateur
- Médaille d'or en -64 kg en 2015 à Doha, Qatar

### Championnats d'Europe de boxe amateur
- Médaille d'or en -64 kg en 2015 à Samokov, Bulgarie

## Référence
1. ↑  (en) Résultats des championnats du monde de boxe amateur 2015 (amateur-boxing.strefa.pl)